# Бабаев, Чингиз Адил оглы
Чингиз Адил оглы Бабаев (азерб. Çingiz Adil oğlu Babayev; 2 октября 1964, Баку — 28 октября 1995, Баку) — военнослужащий Вооружённых сил Республики Азербайджан, Национальный Герой Азербайджана (1995, посмертно).

## Биография
Родился 2 октября 1964 года в городе Баку, Азербайджанской ССР. Родители Чингиза — выходцы из Нахичевани. После окончания обучения в средней городской школе № 20 Чингиз поступил учиться в Азербайджанский политехнический институт. После окончания учёбы в высшем учебном заведение он по распределению был направлен на завод «Азерэлектротерм». Наряду с работой он завершил обучение на двухгодичных курсах английского языка в Азербайджанском государственном институте иностранных языков. В 1992 году Чингиз был принят на работу в Центр труда и занятости населения Ясамальского района. В августе того же года он добровольно отправился на фронт. Был начальником штаба одной из воинских частей Национальной армии Азербайджана. По распоряжению Министерства обороны Азербайджана в 1994 году был переведён в Военный лицей имени Дж. Нахичеванского. Здесь он вначале был назначен командиром взвода, а затем, учитывая его опыт, был назначен на должность заместителя командующего по политическим и учебным программам. За высокие результаты в области обучения награждён орденом «Шах Исмаил Хатаи».

### Гибель
28 октября 1995 года Чингиз Бабаев возвращался домой на метро. Когда состав следовал от станции «Улдуз» в направлении станции «Нариман Нариманов», возник пожар. В нарушение инструкции машинист остановил поезд прямо в тоннеле, и люди оказались заложниками огня. Чингиз Бабаев вместе с сопровождавшими его курсантами, проявив героизм, сумел разбить окна в вагоне и стал вытаскивать людей из очага пожара. Вернувшись для спасения очередного пострадавшего, сам надышавшись ядовитыми парами горения, Бабаев погиб.
Чингиз Бабаев был холост.

## Память
Указом Президента Азербайджанской Республики № 506 от 5 ноября 1996 года Чингизу Адил оглы Бабаеву было присвоено звание Национального Героя Азербайджана (посмертно).
Похоронен на городском кладбище на территории Ясамальского района города Баку. В его честь на станции метро «Улдуз» возведён мемориальный комплекс.